# Coppa delle Nazioni di rugby 1969-1970
La Coppa delle Nazioni 1969-70 (in francese Coupe des Nations 1969-70) fu la 5ª edizione della Coppa delle Nazioni organizzata dalla FIRA, nonché in assoluto il 10º campionato europeo di rugby a 15.
Si tenne dal 9 novembre 1969 al 25 ottobre 1970 tra 4 squadre che si affrontarono con la formula del girone unico.
Strutturato su due divisioni, vide il ritorno alla vittoria della Francia dopo la parentesi dell'anno precedente con la Romania; per i Bleus si trattò della nona affermazione in dieci edizioni di torneo.
La Francia a quel punto della storia del torneo era usa inviare la selezione maggiore, quella che garantiva presenze ai giocatori, solo in occasione del match contro la Romania, mentre contro l'Italia e le altre avversarie schierava la selezione A oppure B.
La seconda divisione fu vinta invece dal Marocco, che in finale batté a Casablanca la Spagna 11-8 dopo i tempi supplementari.
La prima divisione si tenne a girone unico, mentre la seconda si tenne su due gironi, la prima classificata di ciascuno dei quali incontrò l'altra in una gara di finale secca.

## Squadre partecipanti
| 1ª divisione   | 2ª divisione | 2ª divisione |
| 1ª divisione   | Girone A     | Girone B     |
| -------------- | ------------ | ------------ |
| Cecoslovacchia | Spagna       | Marocco      |
| Francia        | Jugoslavia   | Paesi Bassi  |
| Italia         | Polonia      | Portogallo   |
| Romania        |              |              |

## 1ª divisione
| Data       | Incontro                    | Risultato | Sede     |
| ---------- | --------------------------- | --------- | -------- |
| 9-11-1969  | Italia ― Francia XV         | 8-22      | Catania  |
| 9-11-1969  | Romania ― Cecoslovacchia    | 42-6      | Bucarest |
| 14-12-1969 | Francia ― Romania           | 14-9      | Tarbes   |
| 26-4-1970  | Cecoslovacchia ― Italia     | 3-11      | Praga    |
| 3-5-1970   | Cecoslovacchia ― Francia XV | 6-53      | Praga    |
| 25-10-1970 | Italia ― Romania            | 3-14      | Rovigo   |

| Pos | Squadra        | G | V | N | P | PF | PS  | P±  | PT |
| --- | -------------- | - | - | - | - | -- | --- | --- | -- |
| 1   | Francia        | 3 | 3 | 0 | 0 | 89 | 23  | 66  | 9  |
| 2   | Romania        | 3 | 2 | 0 | 1 | 65 | 23  | 42  | 7  |
| 3   | Italia         | 3 | 1 | 0 | 2 | 22 | 39  | −17 | 5  |
| 4   | Cecoslovacchia | 3 | 0 | 0 | 3 | 15 | 106 | −91 | 3  |

## 2ª divisione

### Girone A
| Data       | Incontro             | Risultato | Sede    |
| ---------- | -------------------- | --------- | ------- |
| 21-12-1969 | Spagna ― Jugoslavia  | 14-3      | Madrid  |
| 5-4-1970   | Jugoslavia ― Polonia | 12-9      | Palanka |
| 26-4-1970  | Polonia ― Spagna     | 6-8       | Poznań  |

|  | Classifica | G | V | N | P | PF | PS | P± | PT |
|  | ---------- | - | - | - | - | -- | -- | -- | -- |
|  | Spagna     | 2 | 2 | 0 | 0 | 22 | 9  | 13 | 4  |
|  | Jugoslavia | 2 | 1 | 0 | 1 | 15 | 23 | -8 | 2  |
|  | Polonia    | 2 | 0 | 0 | 2 | 15 | 20 | -5 | 0  |

### Girone B
| Data      | Incontro                 | Risultato | Sede       |
| --------- | ------------------------ | --------- | ---------- |
| 5-4-1970  | Paesi Bassi ― Portogallo | 9-9       | Hilversum  |
| 12-4-1970 | Portogallo ― Marocco     | 8-9       | Barreiro   |
| 19-4-1970 | Marocco ― Paesi Bassi    | 23-8      | Casablanca |

|  | Classifica  | G | V | N | P | PF | PS | P±  | PT |
|  | ----------- | - | - | - | - | -- | -- | --- | -- |
|  | Marocco     | 2 | 2 | 0 | 0 | 32 | 16 | +16 | 4  |
|  | Portogallo  | 2 | 0 | 1 | 1 | 17 | 18 | -1  | 1  |
|  | Paesi Bassi | 2 | 0 | 1 | 1 | 17 | 32 | -15 | 1  |

### Finale
| Arbitro: | Lacroix |

|                          |    |          |
| Halli Ben Mousa Duvgneau | mt | Bene (2) |
| Ben Mousa                | tr | Corujo   |